# Alain van Katwijk
Alain van Katwijk (* 28. Februar 1979 in Bladel) ist ein ehemaliger niederländischer Radrennfahrer.
Alain van Katwijk gewann im Jahr 2000 den „Ster van Brabant“. Ein Jahr später gewann er eine Etappe beim OZ Wielerweekend, sowie die Gesamtwertung der „Ronde van Midden-Brabant“, wo er 2002 eine Etappe für sich entschied. 2003 war Alain van Katwijk bei den beiden Eintagesrennen Ronde van Overijssel und Omloop der Kempen erfolgreich. 2006 gewann er für seine Mannschaft Procomm-Van Hemert die Gesamtwertung der Ronde van Midden-Brabant. Ab 2007 fuhr er für das niederländische Continental Team Van Vliet-EBH-Advocaten.
Alain van Katwijk stammt aus einer radsportverrückten Familie. Sein Vater Johan van Katwijk war Profi, ebenso ist seine Cousine Nathalie van Katwijk Radsportlerin sowie seine Onkel Piet van Katwijk und Fons van Katwijk, der 1978 zwei Etappen bei der Vuelta a España gewann.

## Erfolge
2001
- eine Etappe OZ Wielerweekend

2003
- Ronde van Overijssel
- Omloop der Kempen

## Teams
- 2002 Van Hemert Groep Cycling
- 2003 AXA Cycling Team
- 2004 Bankgiroloterij
- 2005 Shimano-Memory Corp
- 2006 Procomm-Van Hemert
- 2007 Van Vliet-EBH-Advocaten